# Inspektorat Graniczny Straży Celnej „Chorzele”

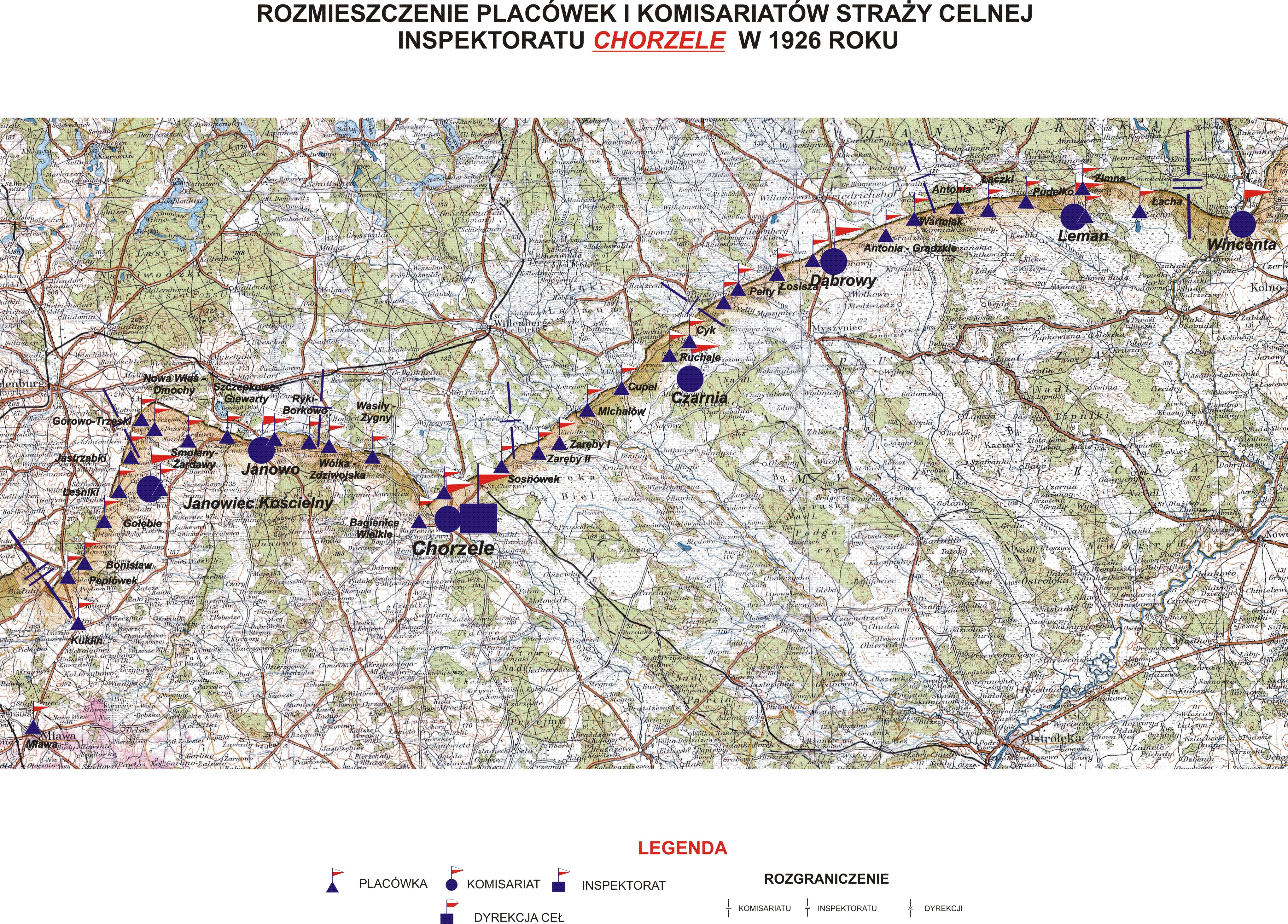
Rozmieszczenie placówek i komisariatów SC Inspektoratu "Chorzele" w 1926 roku

Inspektorat Straży Celnej „Chorzele” – jednostka organizacyjna Straży Celnej pełniąca służbę ochronną na granicy polsko-niemieckiej w latach 1921–1928.

## Formowanie i zmiany organizacyjne
Na wniosek Ministerstwa Skarbu, uchwałą z 10 marca 1920 roku, powołano do życia Straż Celną. Od połowy 1921 roku jednostki Straży Celnej rozpoczęły przejmowanie odcinków granicy od pododdziałów Batalionów Celnych. W 1921 roku w Chorzelach stacjonował sztab 1 batalionu celnego. Proces tworzenia Straży Celnej trwał do końca 1922 roku. Inspektorat Straży Celnej „Chorzele”, wraz ze swoimi komisariatami i placówkami granicznymi, znalazł się w podporządkowaniu Dyrekcji Ceł „Warszawa”. W 1927 roku w skład inspektoratu wchodziło 6 komisariatów i 37 placówek.
Rozporządzeniem ministra skarbu z 30 czerwca 1927 roku rozpoczęto reorganizację Straży Celnej. Odtąd Naczelny Inspektorat Straży Celnej podlegał bezpośrednio ministrowi skarbu, a Naczelnemu Inspektoratowi podlegały inspektoraty okręgowe. Te ostatnie przejęły kompetencje dyrekcji ceł. Inspektorat Straży Celnej „Chorzele” przemianowany został na Inspektorat Graniczny Straży Celnej „Chorzele” i wszedł w podporządkowanie Mazowieckiego Inspektoratu Okręgowego Straży Celnej .
Na podstawie rozkazu Inspektora Okręgowego z 2 kwietnia 1928, kierownik inspektoratu „Działdowo” przekazał komisariat „Działdowo” Inspektoratowi Granicznemu „Chorzele”.

## Służba graniczna
Sąsiednie inspektoraty
- Inspektorat Straży Celnej „Grajewo” ⇔ Inspektorat Straży Celnej „Działdowo”

## Funkcjonariusze inspektoratu
Kierownicy inspektoratu
| stopień          | imię i nazwisko, numer | okres pełnienia służby |
| ---------------- | ---------------------- | ---------------------- |
| starszy komisarz | Witalis Wołosiewicz    | był w 1926             |

Obsada personalna sztabu inspektoratu w 1926:
- kierownik inspektoratu – starszy komisarz Witalis Wołosiewicz
- przodownik Józef Grzyb (313)[a]
- przodownik Tadeusz Wojciechowski (326)
- przodownik Stanisław Gawroński (1071)
- starszy strażnik Zygmunt Banasiak  (329)
- strażnik Zygmunt Chęciński (327)
- strażnik Bonifacy Sobieszczak (328)
- strażnik Stanisław Kieszkowski (478)

## Struktura organizacyjna
Organizacja inspektoratu w 1926 roku:
- komenda – Chorzele
- komisariat Straży Celnej „Leman”
- komisariat Straży Celnej „Dąbrowy”
- komisariat Straży Celnej „Czarnia”
- komisariat Straży Celnej „Chorzele”
- komisariat Straży Celnej „Janowo”